# Deroplia simplex
Deroplia simplex là một loài bọ cánh cứng trong họ Cerambycidae.